# 拉巴尔那一世
拉巴尔那一世（英語：Labarna I），古王国的赫梯国王。首都库萨拉。他曾把国土从安纳托利亚中部一直扩展至地中海沿岸。他任命几个儿子去统治被征服的区域，如图瓦努瓦、胡皮斯纳、兰达和鲁斯纳等。他还占领了西南方的阿尔萨瓦。
| 前任： ？ | 赫梯国王 | 继任： 哈图西里一世 |